# Forte Someda
Il forte Someda, anche noto come forte Moena, è un forte militare austro-ungarico, situato nei pressi della frazione di Someda di Moena, in provincia di Trento. Il forte appartiene al "sottosbarramento di Moena" facente parte dello "Sbarramento Passo Rolle" del "Subrayon IV" del grande sistema di fortificazioni austriache al confine italiano.

## Storia

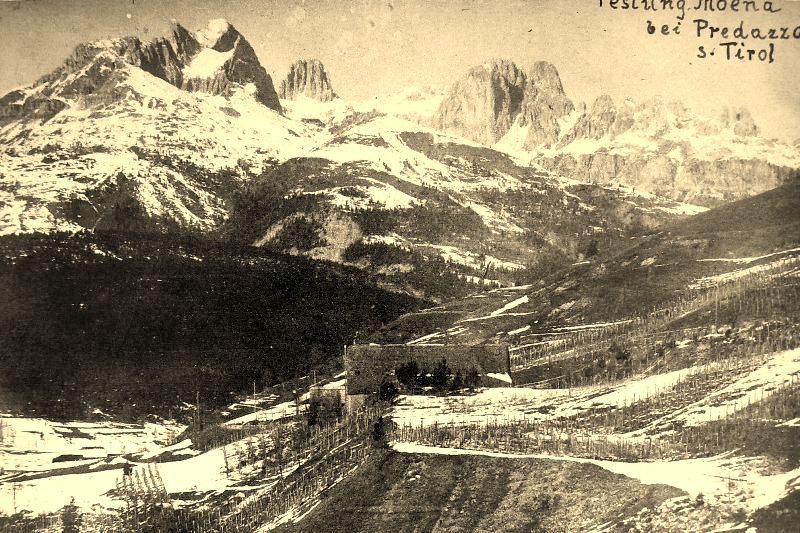
Il forte Someda ai tempi della prima guerra mondiale

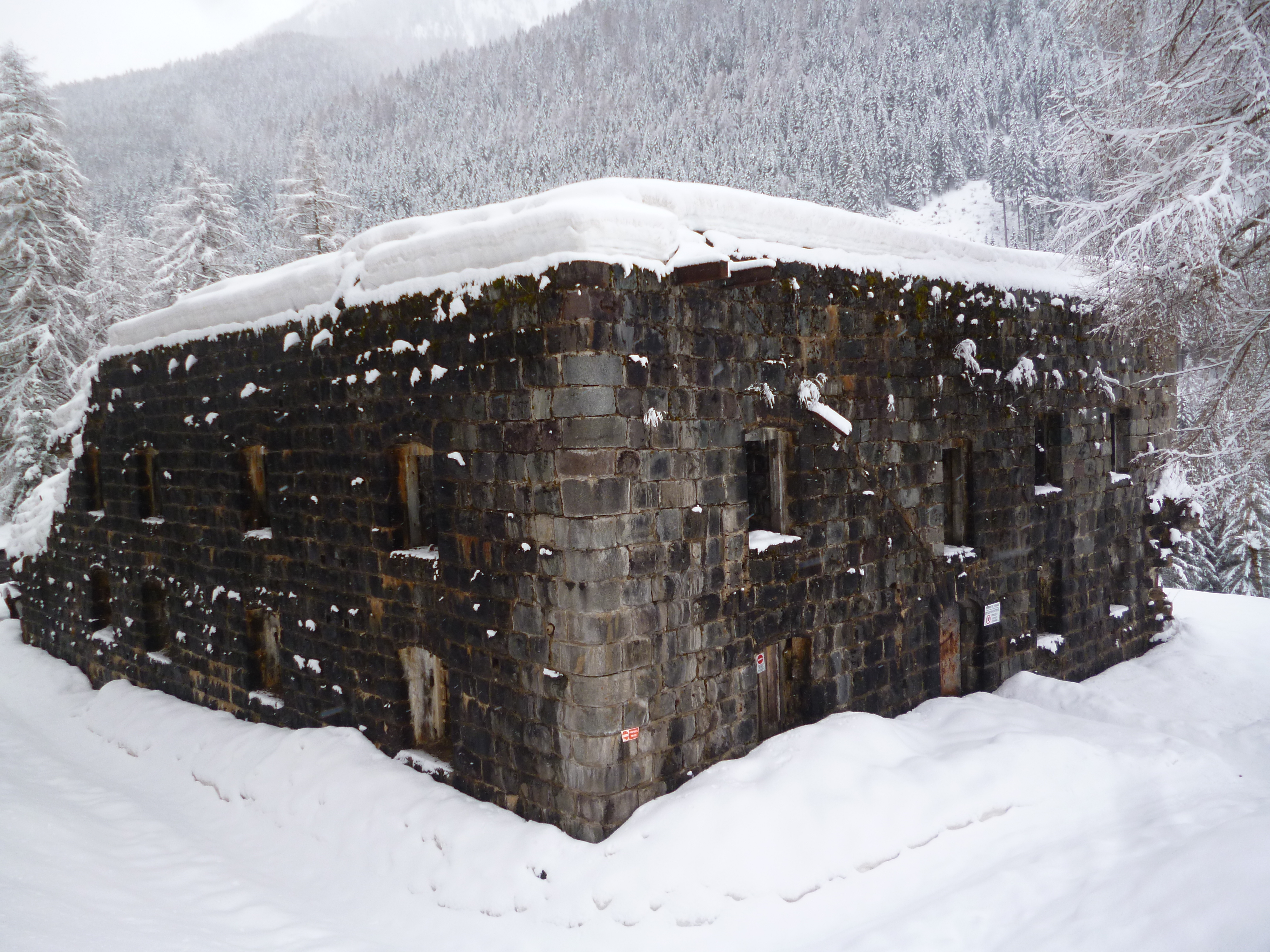
Veduta invernale del forte

Il forte fu costruito nel 1898 dal genio militare austro-ungarico su di una pianta quadrata e disposto su due livelli, a quota 1.320 m. L'armamento previsto era di due cannoni M. 80 da 120 mm, due obici da 150 mm e quattro mitragliatrici Salvator-Dormus M1893. Era in collegamento telefonico con Moena e con il forte Dossaccio, con il quale formava un'unica linea difensiva, sbarrando la valle di San Pellegrino alle forze italiane che volevano raggiungere la val di Fassa.
Quando scoppiò la prima guerra mondiale il forte era già considerato inadeguato per le più moderne armi, infatti questo presentava tra i suoi punti deboli, un concentramento di postazioni in un unico blocco, facilmente distruttibili dal nemico in poco tempo; altro difetto era la parte muraria della fortezza, fortemente esposta al tiro d'artiglieria avversario e con scarsa resistenza ai grossi calibri. Data la sua bassa considerazione strategica, venne utilizzato come magazzino dal k.u.k. Bauleitung comandato da Richard Löwy, mentre l'armamento venne spostato più a monte, nei pressi del passo San Pellegrino.
Finito il conflitto il forte passò al demanio militare, che nel 1927 lo rivendette a privati. I resti si trovano ad est di Someda vicino ad una strada chiusa al traffico che porta verso gli impianti di Lusia. Il forte è su proprietà privata e può essere visitato solo dalla strada che passa di fianco.